# 亚历山大·伊帕托夫
亚历山大·伊帕托夫（羅馬化：Oleksandr Ipatov；1993年7月16日—）是一位国际象棋大师以及土耳其最顶尖的棋手之一。
他在2012年、2014年和2016年代表土耳其国家队参加了国际象棋奥林匹克竞赛。截至2016年10月，依据2660 ELO评分，他在全球排名第89位，在土耳其则排名第一。

## 早期
伊帕托夫于1993年7月16日在乌克兰的利沃夫出生。他的父亲在他四岁时就教他如何下棋；六岁时，他的母亲带他参加当地的国际象棋俱乐部。他在那里训练了四年。

## 象棋事业
2003年3月，伊帕托夫成为乌克兰的10岁以下副冠军。这使他有资格参加在希腊举行的世界青年国际象棋锦标赛(U10组)。伊帕托夫最终在133位参赛者中排名第11位。
在2007年，他在14岁以下乌克兰锦标赛中取得亚军，因此获得参加在土耳其举办的世界U14锦标赛的资格，该场比赛中，他最终的成绩排名第8，首次进入前十。
2008年，伊帕托夫获得207个elo评分，成为乌克兰的两次副冠军（U16和U20）,并被授予国家大师和国际大师的头衔。从2009年1月至2012年2月,他代表西班牙参赛。
2011年，伊帕托夫在Cappelle-la-Grande中取得第三名，该场比赛中共有573名运动员参加，其中有85位大师。
自2012年2月以来，亚历山大·伊帕托夫代表土耳其国际象棋联合会。在2012年8月于雅典举行的世界青年国际象棋锦标赛上，他打败了丁立人、理查德·融洽、余泱漪和魏易，成为冠军。这一成就使他有资格参加2013年的世界杯。后者中，他在第一轮就被苏卫斯理打败，淘汰出局。

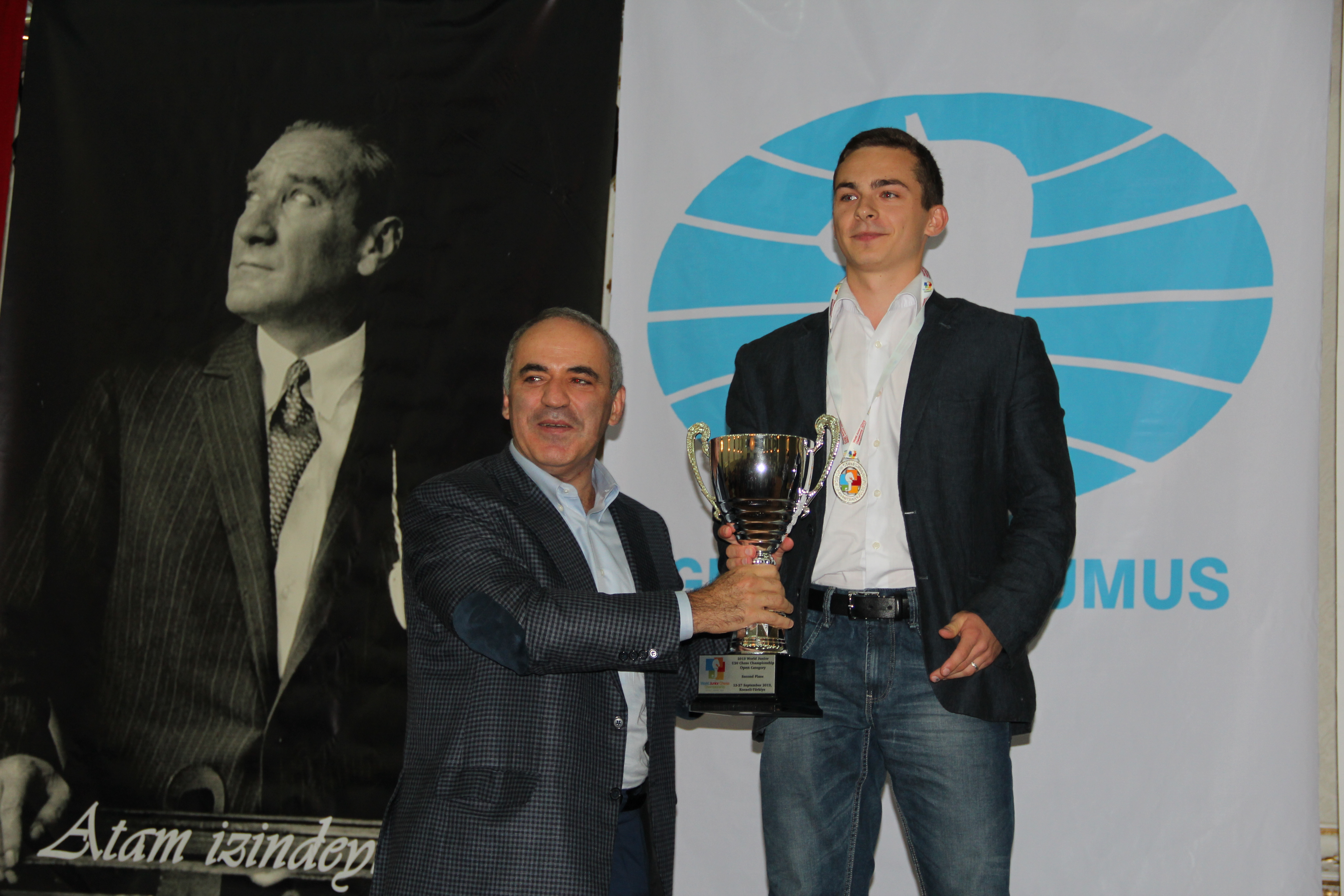
Garry Kasparov在2013年的世界青年国际象棋锦标赛上为亚历山大·伊帕托夫颁奖

2013年2月，他在土耳其国际象棋锦标赛中获得铜牌。2013年9月，在科喀艾里举行的世界青年国际象棋锦标赛上，他凭借10.5分（总分13分）的成绩获得了银牌，只比冠军余泱漪少了半分。亚历山大·伊帕托夫在2014年和2015年成为了土耳其冠军。在后者中，他取得了惊人的12.5分（总分13分）,比亚军德拉甘索拉客领先了1.5分。
2015年3月，亚历山大在欧洲个人象棋锦标赛中取得了第七名，并凭此获得了参加在巴库举行的2015年世界杯的资格。在2015年的FIDE世界杯上，他在第一轮淘汰了伊万车帕里诺夫，不过第二轮他被帕维尔尔迦诺夫淘汰出局。
在2016年9月的巴库国际象棋奥林匹克竞赛中，亚历山大·伊帕托夫代表土耳其队在最后一轮比赛击败了格鲁吉亚队的大师——Mikheil Mchedlishvili拿了该队史上最高的第六名。

## 教育
伊帕托夫在2014年在哈尔科夫拿到了乌克兰雅罗斯拉夫智者法学院的学士学位。他精通俄语、乌克兰语、西班牙语、英语和土耳其语。

## 国际象棋俱乐部
在他的整个职业生涯中，亚历山大·伊帕托夫代表以下国际象棋俱乐部参加过各种国际联赛:
- 2016 – Deniz Su Aquamatch Satranç Gençlik ve Spor Kulübü (土耳其)
- 2012 – Bois Colombes (法国)
- 2012 – 2012 Niş (塞尔维亚)
- 2011 – 2015 İstanbul Teknik Üniversitesi Spor Kulübü (土耳其)
- 2011 – 2016 SK Turm Emsdetten (德国)
- 2010 – 2014 Law Academy Chess Club (乌克兰)
- 2007 – Club d’Escacs Barberà (西班牙)

## 引用
1. ↑  Results Archive.today的存檔，存档日期2013-04-12 27e Open International de Cappelle-la-Grande
2. ↑  Player transfers in 2012 （页面存档备份，存于） FIDE.
3. ↑  . Chessdom. 2012-05-15  [20 December 2015]. （原始内容存档于2016-03-04）.
4. ↑  .   [2016-11-30]. （原始内容存档于2016-03-05）.
5. ↑  IM Ipatov comments his victory against GM Zhigalko （页面存档备份，存于） Chessdom, retrieved Mar 13, 2011
6. ↑  . Chessdom.   [10 December 2015]. （原始内容存档于2017-09-07）.
7. ↑  . ChessResults. 2016-09-13  [27 November 2016]. （原始内容存档于2017-08-28）.
8. ↑  .   [2016-11-30]. （原始内容存档于2016-11-21）.